# 傅聰
傅聰（Fou Ts'ong，1934年3月10日—2020年12月28日），男，上海人，华裔英国鋼琴家。1955年获得第五屆蕭邦國際鋼琴比賽第三名和「瑪祖卡」獎，成為首位在國際性鋼琴比賽獲獎的中國音樂家。他以对肖邦，莫扎特，海顿，德彪西音乐的诠释而闻名，2020年12月28日，以86歲之齡感染新冠肺炎于英国伦敦逝世。

## 生平
傅聰於1934年3月10日上海市的花園新村出生，他的父亲是翻译家傅雷。傅聰三四歲時，已經表現出過人的音樂天份。他七歲半開始學習鋼琴，拜義大利指揮家、鋼琴家梅百器為師。梅百器是李斯特·费伦茨的再傳弟子，傅聰在其門下受教三年。傅聰於1951年再拜苏联籍鋼琴家勃隆斯丹夫人為師。
1952年2月，18歲的傅聰與上海交響樂團合作，首次公開表演，引起國內音樂界的注意。1953年，傅聰獲選參加在羅馬尼亞舉行的第四屆世界青年与学生联欢节的鋼琴比賽。同年7月，傅聰首次出國，到羅馬尼亞參賽，得到了三等獎。比賽後，傅聰隨團訪問德國和波蘭，在波蘭多次演奏蕭邦的作品，得到當地音樂家的認同。1955年，傅聰獲邀參加在華沙舉行的第五屆蕭邦國際鋼琴比賽，最後得到第三名和「瑪祖卡」獎，成為首位在國際性鋼琴比賽獲獎的中國音樂家。
蕭邦國際鋼琴比賽結束後，傅聰留在波蘭进入华沙国家音乐学院學習鋼琴，期間傅聰曾於1956年的8至10月返回中国大陆休假，在北京舉行了個人獨奏會，在上海與上海交響樂團合作，舉行了莫札特協奏曲音樂會，後於1958年底提前畢業，同年年初的反右補課當中，時任上海市长柯庆施定其父傅雷为右派，12月傅聰离开波蘭，没有回到中国大陆，而是移居英國倫敦。當時中國大陸視之為叛逃。1966年文化大革命期間傅聰父母受紅衛兵逼迫，在上海家中自縊身亡，事後墓園也被紅衛兵破壞，父親至1979年平反，傅聰則直到1981年才平反。
傅聰1960年和猶太裔英國小提琴家耶胡迪·梅紐因的女兒彌拉結婚，1969年離婚。
在二十世紀六七十年代的二十年間，傅聰舉行了約2400場獨奏音樂會，與包括梅紐因、丹尼爾·巴倫博伊姆、鄭京和等在內的國際著名演奏家合作過，錄製了約50張唱片，擔任過蕭邦國際鋼琴比賽、伊莉莎白王后國際音樂比賽以及挪威、義大利、瑞士、葡萄牙、東南亞等國家和地區的音樂比賽的評委，演奏的足跡遍及幾乎整個歐洲、美洲、中東、東南亞、日本、大洋洲各地。
1979年，傅聰在中央音樂學院舉行了音樂會。之後，他幾乎每年都到中国演奏、講學，已經到過北京、上海、西安、成都、昆明等地。主講過蕭邦、莫札特、德彪西等專題，演奏過這些作曲家的以及舒伯特等人的作品。他還與中央樂團合作，演奏了貝多芬的協奏曲；與中央音樂學院大學生樂隊合作，演奏了莫札特的協奏曲，並兼任指揮；還專門指導過中央音樂學院附中室內樂小組的訓練。
2020年12月27日，媒体报道傅聪确诊2019冠状病毒病，28日傅聪因此病在英国伦敦逝世。他的学生、英国皇家音乐学院教授孔嘉宁发文表示在此之前他已住院两周。

## 政治理念
傅聰於1992年表示「中國越分裂越好，中國太大了，這麼大的地方，永遠搞不好。……我看中國根本就不應該統一。……小國有利於實行民主。大一統國家客觀上很難，為了管治，就必須高壓、要中央集權，只有小國，或聯邦才能分權，民主才好實行，歐洲就是這樣。」

## 相关书籍
- 《与傅聪谈音乐》艾雨 编  1997-12 三联书店
- 《傅聪：望七了！》傅敏 编， 2004-11 天津社会科学院出版社
- 《傅聪版傅雷家书》傅敏 编， 2012-08 江苏文艺出版社

## 榮譽
- 1953年第四屆世界青年與學生聯歡節鋼琴比賽三等獎
- 1955年第五屆蕭邦國際鋼琴比賽，第三名和「瑪祖卡」獎

## 參閱
- 傅雷
- 《傅雷家书》